# Quebracho-tinamoe
De Quebracho-tinamoe (Eudromia formosa) is een vogel uit de familie tinamoes.

## Voorkomen
De vogel komt voor in Argentinië en Paraguay, met name op de droge savanne.

## Taxonomie
Deze soort heeft twee ondersoorten:
- E. f. formosa: noordelijk Argentinië
- E. f. mira: zuidwestelijk Paraguay

## Verspreidingskaart